# Вооружённый пикап
Вооружённый пикап (жарг. техничка от англ. technical; также battlewagon, gunwagon, «тачанка») — импровизированная боевая машина, применяемая боевыми организациями, иррегулярными формированиями и слабооснащёнными вооружёнными силами государств (в основном развивающихся, особенно часто в Африке и на Ближнем Востоке).
Обычно представляет собой гражданский пикап с установленным в кузове крупнокалиберным пулемётом или автоматической пушкой малого калибра (реже миномётом, станковым противотанковым безоткатным орудием или автоматическим гранатомётом, ПТРК или ПЗРК на опорно-пусковой установке).

## История
В статье «Маршал Будённый — „Русский Мюрат“» Генерального штаба полковник Месснер описал первое массированное боевое применение лёгких небронированных грузовиков Форд ТТ генералом Барбовичем против 6, 11 и 14 дивизий 1-й Конной армии Будённого у деревни Агайманы 17 октября 1920 года:
У деревни Адайман нам преграждает путь Буденный. Генерал Барбович пускает против его 6, 11 и 14-й дивизий несколько бронеавтомобилей и 20 полутонных грузовиков Форда с пулеметами, для этих «фордов» — это боевое крещение: впервые в истории военного дела небронированные автомобили брошены в бой. Красные испугались вида несущихся по полю и стрекочущих пулеметами «фордов» и поспешно отступили: путь к перешейку приоткрылся.
Исправляя дела начальника штаба Корниловской дивизии Месснер сам был свидетелем описываемой им атаки. Учитывая репутацию Месснера как выдающегося военного учёного, можно не сомневаться в том, что к 1937 году в открытых источниках информации о более раннем массированном применении вооружённых «пикапов» не находилось. Сведений об авторстве идеи Месснер не оставил.

## Версии о происхождении названия
Название technical пошло с 1991 года, с гражданской войны в Сомали, когда местные боевики, активно использовавшие такие машины, требовали у сотрудников Международного комитета Красного Креста дань за проведение гуманитарных конвоев по своей территории. Эти финансовые расходы указывались в официальных отчётностях как «технические». Хотя сами машины появились во время действий фронта «Полисарио» в Западной Сахаре в 1975 году.
В русском военном жаргоне также встречается название «джихадмобиль», «шахидмобиль» и «тачанка». В штабных документах используется термин «пикап с ККП».

## Конструкция
Боевые тачанки, смонтированные на шасси полноприводных автомобилей — самое простое вооружение, которое можно собрать в полевых условиях, имея минимум технических знаний.
Вооружением в большинстве случаев является советское автоматическое оружие: пулемёты ДШК, КПВ (одиночные или спаренные), зенитные установки ЗУ-23. Иногда устанавливаются лёгкие артиллерийские орудия, такие как 106-мм безоткатное орудие М40 или комплексы ПТУР.

Сварочный аппарат, несколько листов металла, крупнокалиберный пулемет или зенитная артиллерия, американский ПТРК или любой другой вид вооружения — все это боевики монтируют в полевых условиях за несколько часов. Самые экзотические экземпляры имеют вместо пулемета пусковой контейнер для неуправляемого вооружения. Правда, живучесть таких автомобилей тоже под вопросом, ведь зачастую машина воспламеняется от продуктов горения НУРСов и фактически расход «одна машина на один залп» для боевиков является нормальным.— Интервью на «Звезде».

## Применение
Данный вид боевой техники получил большое распространение в различных гражданских конфликтах, используемый сторонами, испытывающими недостаток в специализированных боевых машинах, например, повстанческими силами.
В современном виде подобные машины появились во время действий фронта «Полисарио» в Западной Сахаре в 1975 году, когда для борьбы с войсками Марокко и Мавритании, бойцы «Полисарио» стали водружать на джипы скорострельные крупнокалиберные зенитные установки ЗГУ-1, ЗПУ-2 и ЗПУ-4. В больших количествах они использовались в ходе Войны «тойот» между Ливией и Чадом (1980-е). Наибольшее развитие получили во время войны в Афганистане (1980-е), где активно использовались моджахедами.
Широко применяются во время гражданских войн и конфликтов, последовавших за т. н. Арабской весной (2010-е), называются журналистами «джихадмобили».
Также, на автомобили (редко на переделанную военную технику), с дополнительным бронированием, нагружается взрывчатка для дальнейшего подрыва террористами-смертниками (шахидами) у позиций противника как можно ближе (см. шахид-мобиль). Данная тактика используется у ИГ для осуществления прорывов.

##### Бандеромобиль
Пикап широко применялся (на начальном этапе) и применяется украинскими добровольческими батальонами в войне с Россией. От волонтеров автомобиль получил прозвище «бандеромобиль» в честь Степана Бандеры в качестве иронии над российской пропагандой: спикер Министерства обороны РФ в начале вторжения 2022 года сказал — «Националистические батальоны применяют так называемые бандероавтомобили, которые имеют повышенную проходимость и оснащены крупнокалиберным стрелковым вооружением или минометами».
В кузов пикапа также устанавливают автоматические гранатометы, повторяя тактику британских ССО. Такой бандеромобиль может делать 60 выстрелов 40 мм гранаты в минуту на расстояние до 1,5 км, пробивая осколками до 5 см брони. Украинские военные также установили в кузов две пусковые трубы от «Града».
Российские силы также используют подобные пикапы с установленными пулеметами в Украине.